# 風吹あきら
風吹 あきら（ふぶき あきら、1978年2月1日 - ）は、日本の元・AV女優。

## 略歴
1996年、『目眩』でAVデビュー。

## 出演作品

### アダルトビデオ
- 目眩（めまい）（1996年）
- Dressy（1996年)
- 背徳レッスン（1997年)
- 愛欲のオブジェ（1997年)
- ピンクな吐息　淫欲に濡れた天使（1997年)
- ベビィオイル（1997年)
- 風吹あきらスペシャル（2000年)
- 風吹あきらDX（2001年)
- 黄金伝説 風吹あきらの原点（2010年)
- 目眩 風吹あきら 完全リモザイク（2013年)
- Dressy【復刻版】（2013年)

### 写真集
- Pistil（1996年10月、ぶんか社）
- impressive（1997年6月、英知出版）
- So Long!（1997年12月、ぶんか社）

| スタブアイコン | サブスタブ | この項目は、まだ閲覧者の調べものの参照としては役立たない、性風俗関係者に関連した書きかけの項目です。この項目を加筆・訂正などしてくださる協力者を求めています（P:性/PJ:性）。 |